# Долинская хлопкопрядильная фабрика
Долинская хлопкопрядильная фабрика (укр. Долинська бавовняно-прядильна фабрика) — предприятие хлопчатобумажной промышленности в городе Долина Ивано-Франковской области.

## История
Строительство хлопкопрядильной фабрики началось в соответствии с десятым пятилетним планом развития народного хозяйства СССР, в 1980 году была построена и 3 января 1981 года — введена в эксплуатацию первая очередь предприятия площадью 36 тыс. м² (40 тыс. прядильных веретён) производительностью 5,6 млн тонн высококачественной пряжи в год.
8 ноября 1981 года была введена в эксплуатацию вторая очередь фабрики мощностью 87,7 тыс. прядильных веретен.
Работа фабрики проходила в производственной кооперации с ранее построенной швейной фабрикой, которая была введена в строй в 1976 году.
В дальнейшем, предполагалось построить вторую очередь фабрики на 87 тысяч веретён, но это решение не было реализовано.
Тем не менее, в советское время прядильная фабрика являлась вторым (после газоперерабатывающего завода) из крупнейших предприятий города. На балансе фабрики находились объекты социальной инфраструктуры — общежитие для рабочих (первое девятиэтажное здание в городе), детский лагерь отдыха «Карпаты» и профилакторий «Пролісок».
После провозглашения независимости Украины фабрика перешла в ведение государственного комитета лёгкой и текстильной промышленности Украины (Держкомлегтекс), позднее государственное предприятие было преобразовано в открытое акционерное общество. В мае 1995 года Кабинет министров Украины включил завод в перечень предприятий, подлежащих приватизации в течение 1995 года.
В дальнейшем, в условиях экономического кризиса 1990х годов, перебоями в поставках сырья (в советское время использовался хлопок из Средней Азии) и ростом объёмов импорта готовой одежды положение предприятия осложнилось. Тем не менее, фабрика продолжала выпуск пряжи, чулочно-носочных и швейных изделий, а также мебельной ваты.
По состоянию на 2004 год, фабрика являлась одним из крупнейших предприятий-должников по налогам Ивано-Франковской области.
23 сентября 2005 года находившийся на балансе фабрики профилакторий «Пролісок» в урочище Дубровка был продан.